# Bitka pri Halifaxu (1782)
Bitka pri Halifaxu (1782) se je odvijala 28. maja 1782 med ameriško revolucionarno vojno. V njej sta sodelovala ameriški gusarska ladja Jack in 14-topovski brig Kraljeve mornarice HMS Observer (1781) pri Halifaxu v Novi Škotski. Kapitan David Ropes je poveljeval Jacku, poročnik John Crymes pa Observerju. Bitka je bila "dolg in hud spopad", v katerem je bil ubit kapitan David Ropes.

## Ozadje
Med ameriško revolucijo so Američani redno napadali Novo Škotsko po kopnem in morju. Ameriški zasebniki so opustošili pomorsko gospodarstvo z napadi na številne obalne skupnosti, kot so bili številni napadi na Liverpool in Annapolis Royal.
7. julija 1777 je ob obali Halifaxa Sir George Collier, poveljnik HMS Rainbow (1747), z dvema britanskima fregatama in brigom odprl ogenj in zajel Johna Manleyja, drugega poveljnika Kontinentalne mornarice in 13-topovsko fregato USS Hancock (1776) (229 mož) ob obali Nove Škotske. Po 39-urnem boju so Britanci uspeli zajeti tako Hancock kot Boston in ponovno zavzeti Fox (60 mož). Collier se je 11. julija vrnil v Halifax s svojimi nagradami. Manleyja so prepeljali v New York in ga zaprli do marca 1778.
Spopad med Jackom in Observerjem je bil eden izmed več v regiji. 10. julija 1780 je britanska 16-topovska zasebni brig Resolution pod poveljstvom Thomasa Rossa napadla ameriškega 22-topovskega zasebnika Viperja (130 mož) pri Halifaxu pri Sambro Light. V tem, kar je opazovalec opisal kot "eno najkrvavejših bitk v zgodovini zasebništva," sta se zasebnika začela "hudo spopadati", med katerim sta se približno 90 minut obstreljevala s topovskim ognjem. V spopadu se je predala britanska ladja, umrlo pa je do 18 britanskih in 33 ameriških mornarjev.
Jack je bila sama vpletena v prejšnji pomorski spopad. Jack (ali Saucy Jack) je bila prvotno zasebna ladja iz Massachusettsa, naročena septembra 1779. Po treh uspešnih plovbah, v katerih je zajela številne nagrade, sta jo julija 1780 v reki Svetega Lovrenca zajeli ladji HMS Pandora in HMS Danae. Britanci so Jack vključili v pomorsko enoto province Quebec, čeprav je bila naročena iz Nove Škotske. Nato je služila kot patruljna ladja za ribolov in reko Svetega Lovrenca. V spopadu ob Cape Bretonu z dvema francoskima fregatama pri Španski reki, blizu Otok Cape Breton leta 1781, so jo zajeli Francozi. Jack so odpeljali nazaj v Boston, kjer so jo kupili njeni prejšnji lastniki in jo ponovno poslali na morje kot zasebno ladjo.
Observer je bila sama nekdanja zasebna ladja iz Massachusettsa, prvotno zgrajena kot trgovska ladja Amsterdam, ki jo je HMS Amphitrite zajela 19. oktobra 1781. Britanci so Amsterdam poslali v Halifax, da bi jo razglasili za nagrado, kjer jo je kupila Kraljeva mornarica.

## Bitka
Britanska ladja Observer se je vračala v Halifax, potem ko je rešila deset članov posadke ladje HMS Blonde, ki so bili nasedli na otoku Seal. 28. maja 1782, ko je Observer prispela do svetilnika otoka Sambro blizu ustja pristanišča Halifax, se ji je približala Jack. Ko je Jack odkrila, da je njen plen britanska pomorska ladja, so Američani poskušali pobegniti.
Observer je zasledovala Jack dve uri, preden jo je ujela. Ladji sta bili enakovredni. Britanci so takoj ubili ameriškega kapitana Davida Ropesa zaradi topovskega ognja. Obe ladji sta imeli številne luknje v jadrih, britanski mornarji pa so poskušali splezati po jamborih svoje ladje, da bi se vkrcali na ameriško zasebno ladjo. Američani so ta začetni poskus vkrcanja odbili, vendar so bili Britanci na koncu uspešni. Jack je spustila zastavo popoldne 29. maja.

## Posledice
Ameriške zasebne ladje so ostale grožnja pristaniščem Nove Škotske do konca vojne. Naslednji mesec, po neuspelem poskusu napada na Chester, Nova Škotska, so ameriške zasebne ladje ponovno udarile v napadu na Lunenburg leta 1782.